# Richard Francis Burton

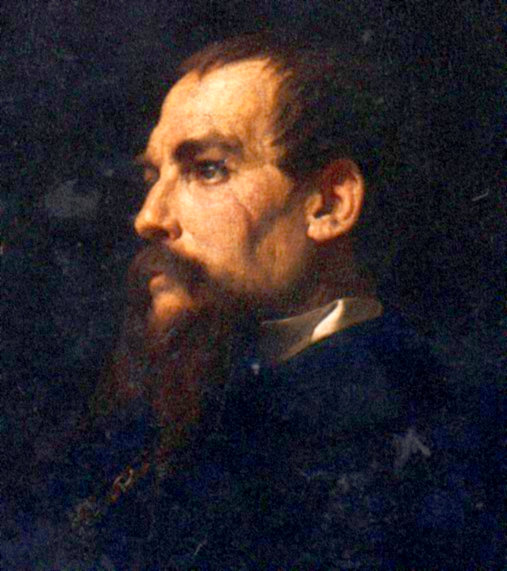
Richard Francis Burton, Porträt von Frederic Leighton, 1875

Sir Richard Francis Burton KCMG (* 19. März 1821 in Torquay, Devonshire, nach anderen Quellen in Barham House, Hertfordshire, England; † 20. Oktober 1890 in Triest, Österreich-Ungarn) war ein britischer Afrikaforscher, Offizier, Konsul, Übersetzer, Orientalist und Mitglied der Royal Geographical Society.

## Leben

### Frühe Jahre und Ausbildung

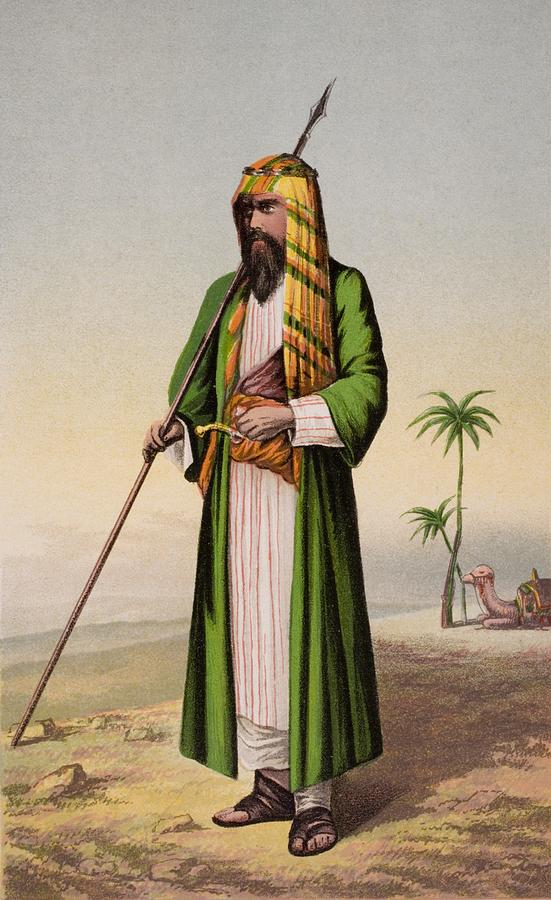
Burton in arabischer Kleidung

Burton wurde in Torquay, Devon, am 19. März 1821 geboren. In seiner Biografie erwähnt er sein Elternhaus, Barham House, in Elstree, Hertfordshire, als Geburtsstätte. Getauft wurde er am 2. September 1821 in der Elstree Church in Borehamwood, Hertfordshire.
Seine Mutter, Martha, stammte aus der vermögenden Familie von Richard Baker, einem Esquire aus Hertfordshire. Joseph Netterville Burton, sein Vater, war Lieutenant-Colonel des 36th (Herefordshire) Regiment of Foot der British Army. Sein Großvater väterlicherseits, Rev. Edward Burton, war irisch-englischer Abstammung und in Westmorland Pfarrer der Church of Ireland. Burton hatte zwei Geschwister, Maria Katherine Elizabeth und Edward Joseph Netterville, geboren 1823 und 1824.
Während seiner Jugendzeit unternahm die Familie verschiedene Reisen, so 1825 ins französische Tours. Seine frühe Schulbildung erhielt Burton von verschiedenen Hauslehrern, und 1829 trat er in die von Rev. Charles Delafosse geführte Grundschule in Richmond Green, London Borough of Richmond upon Thames ein. Während der nachfolgenden Jahre unternahm die Familie weitere Reisen nach Frankreich und Italien, als Burtons Affinität für Sprachen zutage kam; so lernte er rasch Französisch, Latein und Italienisch, inklusive einiger Dialekte, wie Neapolitanisch. Von einer jungen Romni soll er auch Grundkenntnisse ihrer Sprache gelernt haben, was vielleicht erklären könnte, warum er in späteren Jahren überraschend schnell Hindi und andere indoarische Sprachen lernte.
Im Herbst 1840 begann er ein Studium am Trinity College der Universität Oxford. Seine Vorliebe für Sprachen motivierte ihn zum Studium der arabischen Sprache; seine freien Stunden verbrachte er mit Falknerei und Fechten. 1842 machte er sich eines ‚schweren‘ Verstoßes gegen die Schulregeln schuldig, indem er zusammen mit anderen Studenten Pferderennen besuchte und gegenüber den Schulbehörden kategorisch darauf bestanden haben soll, dass den Studenten die Teilnahme an solchen Veranstaltungen erlaubt sein sollte. Gegen seine weniger provokativen Kommilitonen wurden lediglich disziplinarische Maßnahmen verhängt; Burton jedoch wurde vom Trinity College ausgeschlossen.

### Militärzeit und Forschungsreisen

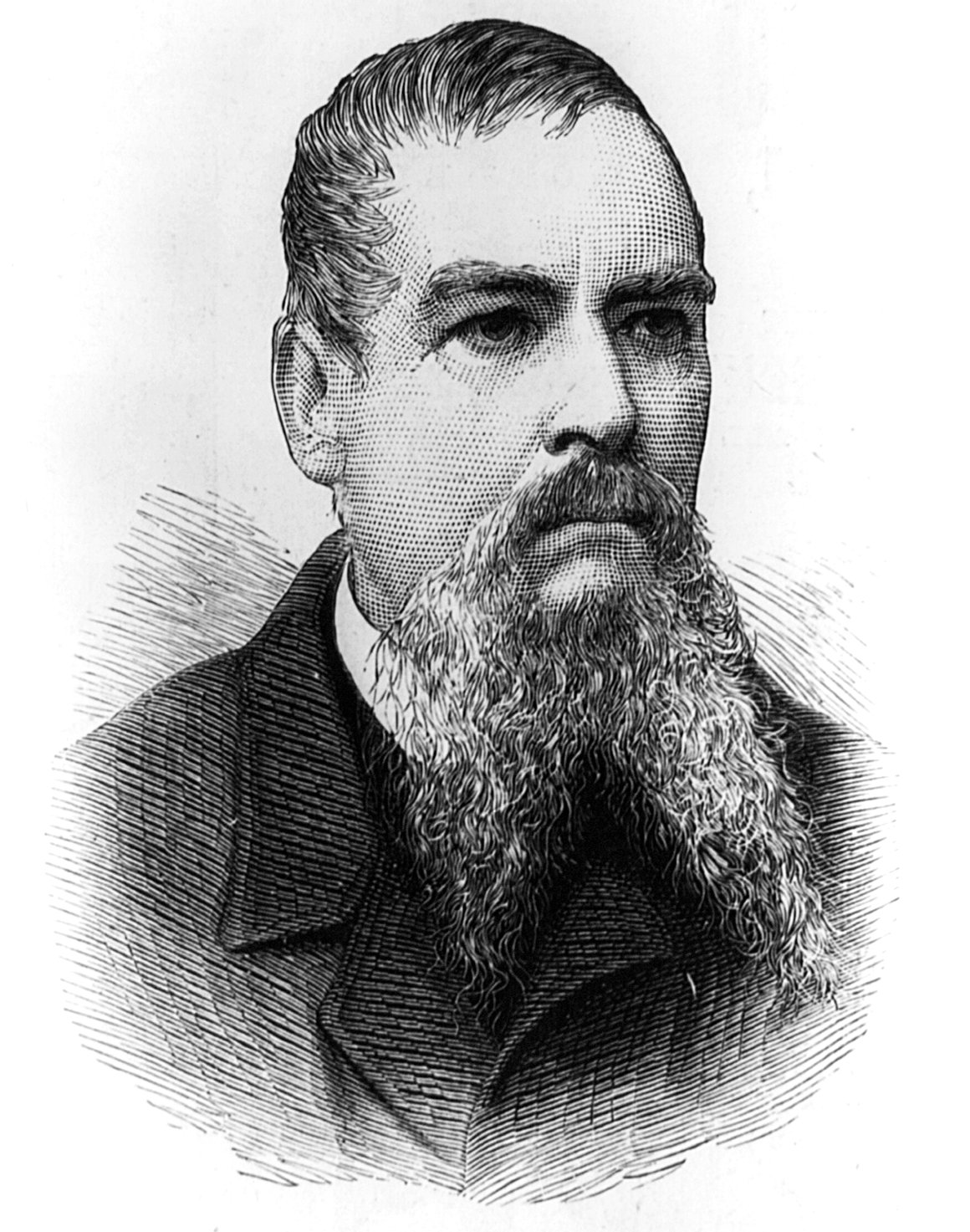
Burton in späteren Jahren

Richard Francis Burton trat im Oktober 1842 als Offizier in das 18. Regiment der Bombay Native Infantry der Bombay Army der Britischen Ostindien-Kompanie ein. Burton erlernte in den folgenden sieben Jahren Hindustani, Gujarati, Sindhi, Panjabi, Marathi und Persisch. 1849 ließ er sich beurlauben, kehrte nach Europa zurück und lebte dann längere Zeit in Ägypten. Hier lernte er Arabisch, und es entstand nach einem Treffen mit Johann Ludwig Krapf die Idee, die Quellen des Nils zu suchen. Im April 1853 reiste er als muslimischer Pilger verkleidet nach Medina und Mekka, was für Nichtmuslime damals wie heute verboten war. Er lieferte daraufhin eine detaillierte Beschreibung der Stadt und des Haddsch. 1854 traf er in Aden mit John Hanning Speke zusammen. Gemeinsam reisten sie nach Somalia.
Am 16. Juni 1857 startete Burton gemeinsam mit Speke eine Expedition nach Ostafrika, um die großen Seen und die Quellen des Nils zu finden. In der Zeit der Vorbereitung auf die Expedition, auf Sansibar, lernte Burton Swahili und infizierte sich mit der Malaria. Von Sansibar marschierten sie zuerst nach Tabora, wo sie am 7. November eintrafen. Am 13. Februar 1858 erreichten Burton und Speke den Tanganjikasee, den Burton für die Quelle des Nils hielt. Am 9. Juli trennten sich Burton und Speke. Speke erreichte am 3. August den Viktoriasee, den er wiederum als Quellsee des Nils ansah, was zu einer ausgeprägten Rivalität zwischen den beiden führte. Am 4. März 1859 erreichte Burton Sansibar. Als er schließlich in London eintraf, hatte der eher angekommene Speke dort bereits seine Theorien veröffentlicht und war mit einer neuen Expedition beauftragt worden. Burton und Speke verband daraufhin eine bittere Feindschaft.
1861 heiratete Burton Isabel Arundell. Diese stammte aus einem sehr konservativen Haus der oberen Gesellschaft und heiratete ihn gegen den Willen ihrer Eltern.
Im selben Jahr gelang Burton in einer neuen Expedition gemeinsam mit dem deutschen Botaniker Gustav Mann die Erstbesteigung des Kamerunbergs. Er erforschte das Nigerdelta und Dahomey. Nach seiner Rückkehr im August 1864 kritisierte er erneut Spekes Theorien von der Nilquelle. Am 15. September 1864 sollte es deshalb eine Anhörung vor der British Association for the Advancement of Science in Bath geben. Allerdings starb Speke am Tag zuvor bei einem Jagdunfall. Bis heute ist nicht geklärt, ob Speke Selbstmord beging.
Burton besuchte den Mormonen-Propheten Brigham Young im neu gegründeten Salt Lake City (späteres Utah), bereiste die Welt und verfasste eine Reihe von Büchern. Später arbeitete er als britischer Konsul in Fernando Poo (1861–1865), Santos (1865–1869), Damaskus (1869–1871) und Triest (1871–1890). Am 13. Februar 1886 adelte ihn Victoria als Knight Commander des Order of St Michael and St George (KCMG).
Burton starb in Triest am frühen Morgen des 20. Oktobers 1890 an den Folgen eines Herzinfarkts. Seine Frau Isabel überredete einen Priester, Burton die Sterbesakramente zu erteilen, obwohl er nicht der katholischen Kirche angehörte, was ihr später einige Freunde Burtons zum Vorwurf machten. Burton liegt unter einem marmornen, arabisch nachempfundenen Beduinenzelt mit Glasfenster an einer Seite auf dem katholischen Friedhof von Mortlake nahe Kew Gardens/Ealing im südwestlichen Teil von London begraben. Seine Frau Isabel (1831–1896) wurde neben ihm beerdigt.
Richard Francis Burton erlernte 29 Sprachen, unter anderem beherrschte er eine Vielzahl orientalischer Sprachen, übersetzte viele Werke, darunter die Geschichtensammlung Tausendundeine Nacht (The Arabian Nights), den Duftenden Garten und das Kama Sutra ins Englische. Als Forscher gründete er 1863 die Anthropological Society of London und beschäftigte sich unter anderem mit Astrokartographie.

## Fechter
Burton war zu Lebzeiten als außergewöhnlich talentierter Fechter bekannt. In Oxford forderte er einen Kommilitonen zum Duell, der sich über seinen Schnurrbart lustig gemacht hatte. Auf einer Expedition in das Somaliland geriet Burton mit seiner Reisegruppe in einen Hinterhalt. Bei dem daraufhin entbrannten Kampf durchstieß ihm ein Speer beide Wangen, was eine große Narbe in seinem Gesicht hinterließ, die auf den meisten Porträts deutlich dargestellt ist. Zudem ist Burton Autor mehrerer Fechtbücher zu Schwert, Säbel und Bajonett. Sein Book of the Sword widmet sich zudem waffenhistorischen Themen.

## Kontroverse
Burton wird von Kwame Anthony Appiah einerseits als hervorragendes Beispiel für einen Kosmopoliten bezeichnet, der sich mit großer Hingabe den Sprachen und Völkern der Welt widmete, gleichzeitig jedoch auch als Beispiel eines „Antikosmopoliten“ viktorianischer Prägung, der sich nur selten für die Belange anderer Menschen einsetzte und über andere Ethnien mit Verachtung sprach (u. a. „Die Pwanees [sic!] ähnlich den Afrikanern, schneiden einem schlafenden Gast ohne weiteres die Kehle durch.“)

## Schriften
- Goa, and the Blue Mountains; or Six months of sick leave (1851)
- Scinde; or, The Unhappy Valley (2 Bände; 1851)
- Sindh and the races that inhabit the valley of the Indus (1850)
- Falconry in the Valley of the Indus (1852)
- A Complete System of Bayonet Exercise (1853)
- Personal narrative of a pilgrimage to El Medinah and Meccah (3 Bände; London 1855/1856)
- First footsteps in East Africa; or, An Exploration of Harar (1856)
- The Lake Regions of Central Africa. A picture of exploration (1860)
- The City of the saints, and across the Rocky mountains to California (1862)
- Abeokuta and the Camaroons Mountains. An exploration (1863)
- Wanderings in West Africa, From Liverpool to Fernando Po (2 Bände; 1863)
- A Mission to Gelele, King of Dahomé. With Notices of the So-called „Amazons,“ the Grand Customs, the Yearly Customs, the Human Sacrifices, the Present State of the Slave Trade, and the Negro’s Place in Nature (1864)
- The Nile Basin (1864)
- The Guide-book. A Pictorial Pilgrimage to Mecca and Medina. Including Some of the More Remarkable Incidents in the Life of Mohammed, the Arab Lawgiver (1865)
- Stone Talk. Being Some of the Marvellous Sayings of a Petral Portion Fleet Street, London, to One Doctor Polyglott, Ph.D., by Frank Baker, D.O.N. (1865)
- Wit and wisdom from West Africa; or, A Book of Proverbial Philsophy, Idioms, Enigmas, and Laconisms (1865)
- Exploration of the Highlands of Brazil. With a full account of the gold and diamond mines. Also, canoeing down 1500 miles of the great river São Francisco, from Sabará to the sea (2 Bände; 1869)
- Letters from the Battlefields of Paraguay (1870)
- Zanzibar. City, Island, and Coast (London 1872)
- Unexplored Syria. Visits to the Libanus, the Tulúl el Safá, the Anti-Libanus, the northern Libanus, and the Aláh (mit Charles F. Tyrwhitt Drake; 1872)
- Ultima Thule, or a Summer in Iceland (2 Bände; 1875)
- Etruscan Bologna. A study (1876)
- A New System of Sword Exercise for Infantry (1876)
- Two Trips to Gorilla Land and the Cataracts of the Congo (1876)
- Sind revisited. With notices of the Anglo-Indian Army; railroads; past, present, and future, etc. (2 Bände; 1877)
- The Gold-Mines of Midian and the ruined Midianite cities. A fortnight's tour in north-western Arabia (1878)
- The Land of Midian revisited (1879)
- The Ogham-runes and El-Mushajjar. A study (1879)
- Report on Two Expeditions To Midian (1879)
- Correspondence with his Excellency Riaz Pasha upon the Mines of Midian (1880)
- Report on the Minerals of Midian (1880)
- The Kasîdah of Hâjî Abdû El-Yezdî (1880; keine Übersetzung, sondern ein Werk Burtons[13])
- A Glance at the Passion-Play (1881)
  - Deutsch: Oberammergau. Mit Anmerkungen von Ilija Trojanow. Hamburg 2010
- To the Gold Coast for Gold. A Personal Narrative (mit Verney Lovett Cameron; 2 Bände; 1883)
- The Book of the Sword (1884)
- The Jew, The Gypsy and El Islam (hrsg. von W. H. Wilkins; 1898)
- Wanderings in three continents (hrsg. von W. H. Wilkins; 1901)
- The Sentiment of the Sword. A Country-House Dialogue (1911)

Übersetzungen
- Vikram and the Vampire. Classic Hindu Tales of Adventure, Magic, and Romance (1870)
- Francisco José de Lacerda: The lands of Cazembe: Lacerda's journey to Cazembe in 1798 (1873)
- Luís de Camões: Os Lusiadas (The Lusiads) (2 Bände; 1880)
- Camoens: His Life and His Lusiads (2 Bände; 1881)
- The Kama Sutra of Vatsayana (mit Forster Fitzgerald Arbuthnot; 1883)
- Luís de Camões: The lyricks [of] Camoens; sonnets, canzons, odes and sextines (1884)
- The Book of The Thousand Nights And A Night. A plain and literal translation of the Arabian Nights Entertainments. With an introduction and explanatory notes on the manners and customs of Moslem men and a terminal essay upon the history of the Nights (1885–1888; 10 Bände und 6 Ergänzungsbände)
- The Ananga Ranga (Kommentar des Ratirahasya[14])
- The Perfumed Garden of the Cheikh Nefzaoui. A Manual of Arabian Erotology (1886)
- João Manuel Pereira da Silva: Manuel de Moraes: A chronicle of the seventeenth century (1886)
- The Gulistan or Rose Garden of Sa’di (1888)
- Priapeia or the Sportive Epigrams fo divers Poets on Priapus (mit Leonard C. Smithers; 1890)
- Giambattista Basile: Il Pentamerone; or, the Tale of Tales (2 Bände; 1893)
- The Carmina of Catullus (mit Leonard C. Smithers: 1894)
- Jose Bagilio da Gama: The Uruguay: A Historical Romance of South America (1982)
- Pilpay’s Fables (1997)

als Herausgeber
- Randolph Barnes Marcy: The prairie traveler: a hand-book for overland expeditions: with illustrations, and intineraries of the principal routes between the Mississippi and the Pacific (1863)
- Jâmi: The Beharistan (Abode of Spring) (1887)
- Arthur Leared: Marocco and the Moors. Being an account of Travels, with a General Description of the Country and Its People (1891)

## Rezeption

### Burton als Romanfigur
- Ilija Trojanow, Der Weltensammler, Roman. dtv, München 2006, ISBN 978-3-423-13581-8. (Trojanow hat in der Frankfurter Allgemeinen eine mehrteilige Reportage über seine Reise zu den Quellen des Nils veröffentlicht)
- Ilija Trojanow, Nomade auf vier Kontinenten, Eichborn 2007. Trojanows sieben Jahre auf den Spuren des Weltensammlers. Eine doppelte Entdeckungsreise mit Originaltexten von Burton und den Eindrücken, Reiseberichten und Gedanken Trojanows auf seiner Reise.
- In der fünfbändigen Science-Fiction-Romanreihe Flusswelt der Zeit von Philip José Farmer spielt Burton eine der Hauptrollen. Der Roman spielt auf einem Planeten, auf dem die gesamte Menschheit wiedererweckt wurde. Um diesen Planeten windet sich ein Fluss, wie eine Midgardschlange, die sich selbst in den Schwanz beißt. Auch hier ist Burton auf der Suche nach den Quellen eines Flusses, des größten aller Zeiten.
- In John Dunnings Das Geheimnis des Buchhändlers (Roman, Rütten & Loening, 2007) spielen Burtons Bücher eine Rolle.
- In Der kuriose Fall des Spring Heeled Jack von Mark Hodder (Bastei-Lübbe, 2013) spielt Burton eine Hauptrolle.

### Reminiszenzen
- Der Film Land der schwarzen Sonne, den Bob Rafelson 1990 drehte, beschreibt die Expedition Burtons mit John Hanning Speke auf der Suche nach der Quelle des Nils.
- In dem Kinofilm Lara Croft: Tomb Raider ist das Mausoleum von Laras Vater dem von Burton nachempfunden.
- Satirisch greift John Greysons Film Zero Patience das Leben Burtons auf, indem er ihn als Präparator am Natural History Museum in Toronto arbeiten lässt und die These vom vermeintlichen „Nullpatienten“, der als Erster das HI-Virus in sich trug, im Museum darstellen will.
- Ein Forschungsraumschiff der SATURN-Klasse in der Romanserie Perry Rhodan trägt den Namen Burtons.
- In Arthur Conan Doyles Roman The Lost World (1912) nennt Gladys, die Freundin des jungen Journalisten Edward Dunn Malone, Burton als Idealtyp eines (ihr genehmen Ehe-)Mannes: “… above all, he must be a man who could do, who could act, who could look Death in the face and have no fear of him, a man of great deeds and strange experiences. It is never a man that I should love, but always the glories he had won; for they would be reflected upon me. Think of Richard Burton!”[15]